# Découverte du Chili

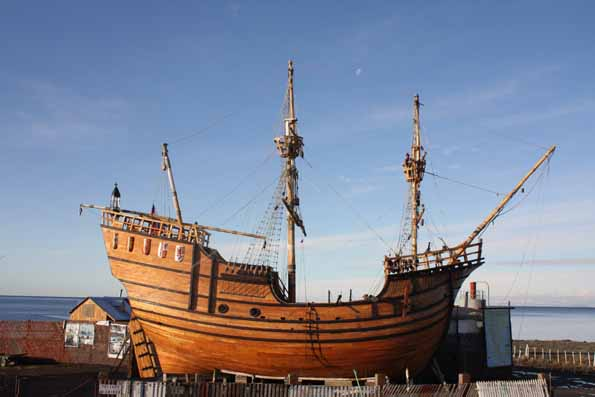
Réplique de la Nao Victoria dans le Musée Nao Victoria à Punta Arenas.

La découverte du Chili est faite en 1520 par le navigateur portugais Ferdinand de Magellan, à la suite du passage du cap qui porte aujourd'hui son nom, à l'extrémité sud de l'Amérique latine. À la suite de la conquête de l'empire aztèque par Hernán Cortes entre 1518 et 1521, une nouvelle vague d'expansion territoriale a lieu en direction de l’empire inca à partir de 1532. Celle-ci est menée par Francisco Pizarro. La conquête du Chili à partir de 1535 en faisant partie. Cette conquête s'inscrit dans un contexte bien particulier (lutte pour le pouvoir) et se solde par une implantation partielle des Espagnols.

## La première phase de conquête

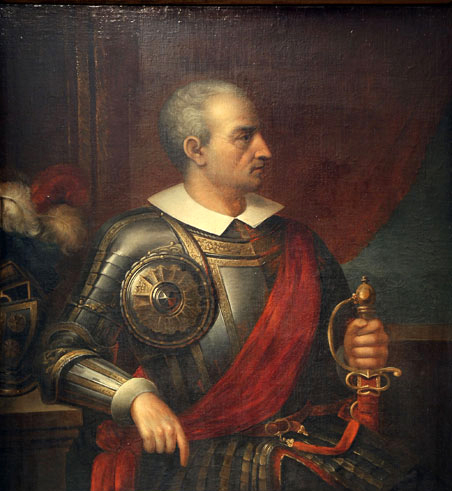
Diego de Almagro

Cette première partie de la conquête est menée par l'un des plus grands lieutenants de Pizarro : Diego de Almagro. C'est la rivalité entre les deux hommes qui pousse Almagro à partir à la conquête du territoire chilien. Almagro était gouverneur d'une moitié du Pérou et Pizarro gouverneur de l'autre moitié mais également vice-roi, c'est un litige pour savoir à qui revient la ville de Cuzco qui force Almagro à s'embarquer dans la conquête du Chili. Il espère en effet se faire nommer à la suite de sa victoire vice-roi du Pérou par Philippe II. Son expédition est composée de quelques centaines d'espagnols (500) et de plusieurs milliers d'esclaves amérindien. Elle parcourt plus de 2 500 km passant par l'Altiplano Bolivien et par la Cordillère des Andes où il perdit de nombreux hommes. C'est en mars 1536 qu'il arrive au Chili, il entame la construction de quelques places fortes dans le pays. Les premiers contacts avec les indigènes locaux sont extrêmement violents. En effet, le peuple Mapuches voit particulièrement mal l'arrivée de ces étrangers sur son territoire. La bataille de Reinohuelen achève l'expédition espagnole. Celle-ci est obligée de rebrousser chemin à travers le désert d'Atacama. Almagro à son retour, rentre de nouveau en conflit avec le vice-roi. Il est déchu de son titre de gouverneur et condamné par Pizarro à la peine du garrot. Il est décapité en 1538.

## La deuxième phase de conquête

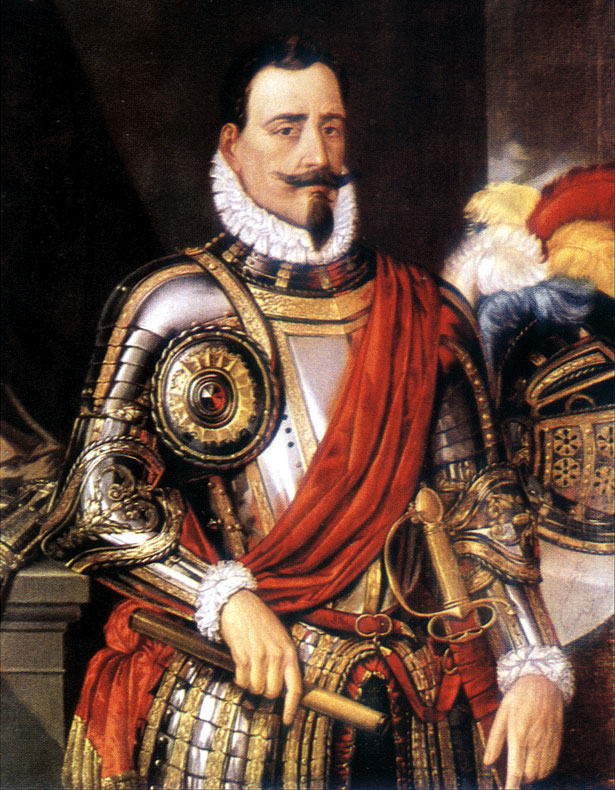
Pedro de Valdivia

C'est en 1540 que débute une nouvelle phase dans la conquête du Chili. Celle-ci est menée par le plus fidèle des lieutenants de Pizarro : Pedro de Valdivia. Il trouvera d'ailleurs la mort lors de cette expédition. Malheureusement, Valdivia, du fait de la mauvaise réputation qu'avait le pays (peu de richesses et mapuche hostiles), n'arriva à réunir qu'un corps expéditionnaire de 150 soldats espagnols et quelques milliers d'amérindien péruviens. Il choisit d'emprunter le chemin qu'Almagro avait emprunté lors de son retour au pays : le désert d'Atacama. Puis il atteignit la vallée de Copiapó où deux des plus grandes villes chiliennes, dont la capitale, furent fondées : Santiago del Nuevo Extremo (qui deviendra Santiago du Chili à l'indépendance en 1810) en 1541 et La Serena en 1544. La force conquérante espagnole stationna dans ces villes le temps que Francisco Pizarro envoie des renforts à Valdivia. Nommé gouverneur du Chili en 1550, il reprit sa marche vers le Sud combattant le peuple Mapuches mais fut tué lors de la prise du fort de Tucapel en 1553, entreprise par un métis du nom de Lautaro. Il fonda néanmoins d'autres villes chiliennes : Concepcion en 1550, Valdivia en 1552, Los Confines et Santiago del Estero en 1553. Ce fut l'un de ses lieutenants qui reprit la conquête à sa mort. La lutte contre les Mapuches continua jusqu'en 1561 date à laquelle on considère la conquête comme achevée.

## L'installation des Espagnols au Chili
La mise en place de forts et de villes à travers tout le pays durant la conquête favorisa considérablement l'établissement de populations espagnoles dans le pays. Néanmoins le nombre d'Espagnols s'installant au Chili resta faible. Ce sont avant tout les populations créoles qui vinrent s'installer au Chili. Malgré le faible nombre d'espagnols au Chili, de véritables institutions politiques, économiques et  militaires se mettent en place. Celles-ci sont entièrement copiées sur le modèle de gouvernement hispanique. La gestion du pays est fondée sur la présence à Santiago del Nuevo Extremo d'un gouverneur ou d'un capitaine général directement sous les ordres du vice-roi du Pérou. Ce gouverneur reste en place trois à cinq ans, il est le chef des armées et il s'occupe de la justice, et de l'économie locale. Comme en Espagne, le pays est divisé. Dans les différentes provinces, des corregidors sont chargés de rendre compte au gouverneur des problèmes où des décisions prises par les conseils municipaux locaux (cabildos). Du point de vue juridique, le territoire chilien est divisé, comme pour le reste du Nouveau Monde, en audiences rattachés à une capitale (Cuzco). L'Église a une place prépondérante dans la société chilienne. L'évangélisation des populations locales se fait relativement rapidement, et dans chaque ville on voit se dresser une imposante église. Elles témoignent aujourd'hui encore du génie architectural espagnol. Du point de vue économique, le Chili n'était pour ainsi dire pas l'Eldorado. En effet, très peu de filons d'or et d'argent furent découverts dans ce pays. L'économie chilienne se tourna donc vers des produits agricoles tels que la laine, le cuir, la viande, le tabac. Celle-ci fut la plus dynamique de toute la vice-royauté du Pérou grâce à son organisation en Haciendas (grandes fermes qui regroupaient plusieurs centaines d'ouvriers).